# 切尔诺列琴斯基农村居民点
切尔诺列琴斯基农村居民点（俄语：Чернореченское сельское поселение）是俄罗斯联邦伊万诺沃州伊万诺沃区所属的一个农村居民点。其下辖有2个居民点，行政中心为切尔诺列琴斯基。据2016年统计，该农村居民点的人口为1625人。